# Akbarcho Iskandrov
 (octobre 2014).
Si vous disposez d'ouvrages ou d'articles de référence ou si vous connaissez des sites web de qualité traitant du thème abordé ici, merci de compléter l'article en donnant les références utiles à sa vérifiabilité et en les liant à la section « Notes et références ».
Akbarcho Iskandrov, né le 1er août 1951, est un homme d'État tadjik.

## Biographie
Le 6 octobre 1991, il devient président par intérim du Tadjikistan, en remplacement de Rakhmon Nabiyev qui a démissionné pour pouvoir se présenter à l'élection présidentielle du 24 novembre qu'il remporte. Le 2 décembre suivant, ce dernier prend ses fonctions. Moins d'un an plus tard, Nabiyev est déposé par un coup d'État et Iskandarov redevient président par intérim du 8 septembre au 19 novembre 1992.
Il fut plusieurs fois ambassadeur : Turkménistan, Kazakhstan, Mongolie.